# (38781) 2000 RN31
2000 RN31 (asteroide 38781) é um asteroide da cintura principal. Possui uma excentricidade de 0.17633540 e uma inclinação de 3.95408º.
Este asteroide foi descoberto no dia 1 de setembro de 2000 por LINEAR em Socorro.